# Christian Bunnenberg
Christian Bunnenberg (* 1979 in Iserlohn) ist ein deutscher Historiker und Geschichtsdidaktiker. Er ist Professor für die Didaktik der Geschichte und Public History an der Ruhr-Universität Bochum.

## Leben
Bunnenberg studierte von 2000 bis 2005 Geschichte, Germanistik und Erziehungswissenschaften an der Westfälischen Wilhelms-Universität Münster. Nach dem Abschluss des Studiums mit dem Ersten Staatsexamen und einem Magister Artium absolvierte er von 2006 bis 2008 den Vorbereitungsdienst für das Lehramt an Gymnasien und Gesamtschulen in Hamm und war im Anschluss zunächst als Gymnasiallehrer tätig, ehe er 2009 eine Anstellung als Lehrkraft für besondere Aufgaben an der Universität zu Köln erhielt.
Ab 2011 war er Wissenschaftlicher Mitarbeiter bei dem Geschichtsdidaktiker Markus Bernhardt an der Universität Duisburg-Essen. 2014 wurde er Akademischer Rat für Geschichte und ihre Didaktik an der Pädagogischen Hochschule Heidelberg. 2016 wurde er an der Universität zu Köln promoviert. Im Anschluss erhielt Bunnenberg 2016 zunächst eine Juniorprofessur für Didaktik der Geschichte an der Ruhr-Universität Bochum und wurde dort im Dezember 2021 auf die W3-Professur für Didaktik der Geschichte und Public History berufen.
An der Ruhr-Universität Bochum verantwortet er seit 2017 den Masterstudiengang Public History. Seit 2020 ist er Mitherausgeber von Public History Weekly - the open peer review journal, bei dem er zuvor die Aufgabe des stellvertretenden Chefredakteurs übernommen hatte. Im März 2020 war er Mitbegründer des historischen Crowdsourcingprojektes Coronarchiv.
Bunnenberg forscht insbesondere zur Darstellung und Vermittlung von Geschichte in den Sozialen Medien und initiierte mehrere Projekte im Bereich der Digital Public History. Zusammen mit Nils Steffen gab er 2019 eine grundlegende Publikation zu Geschichte auf YouTube heraus. Gemeinsam mit dem Arbeitsbereich Public History an der Universität Hamburg (Thorsten Logge) erforscht Bunnenberg zusammen mit Bürgerwissenschaftlern in dem Citizen-Science-Projekt SocialMediaHistory Historiographie auf Instagram und TikTok.
Weitere Forschungsschwerpunkte sind der Einsatz immersiver Medien (Augmented Reality, Virtual Reality, 360°-Film) in Geschichtskultur und Geschichtsunterricht, Historisches Lernen unter digitalen Bedingungen, Public History sowie die Geschichte des 19. und 20. Jahrhunderts (aktuell: Tourismusgeschichte, Geschichte der Deutschen „Einigungskriege“). Zudem forschte er unter anderem über den Weihnachtsfrieden von 1914 und den deutschen Söldner Kongo-Müller.

## Veröffentlichungen (Auswahl)
- als Herausgeber mit Nils Steffen: Geschichte auf YouTube. Neue Herausforderungen für Geschichtsvermittlung und historische Bildung. De Gruyter Oldenbourg, Berlin/Boston 2019
- Die „weltanschauliche Schulung“ der NSDAP im Gau Westfalen-Nord von 1932 bis 1945. Dissertation, Universität zu Köln, 2016
- Militärische Tradition in Deutschland. Bergmoser + Höller, Aachen, 2012
- Der „Kongo-Müller“: eine deutsche Söldnerkarriere. Lit, Berlin/Münster, 2007